# Filip Ude
Filip Ude (né le 3 juin 1986 à Čakovec) est un gymnaste croate.
Le 9 août 2008, il se qualifie en 3e place pour la finale olympique du cheval d'arçons aux Jeux olympiques d'été de 2008. Le 17 août 2008, il remporte, avec 15,725 pts, la médaille d'argent olympique au cheval d'arçons.

## Palmarès

### Jeux olympiques
- Pékin 2008
  -  médaille d'argent au cheval d'arçons

### Championnats du monde
- Stuttgart 2007
  - 22e au concours général individuel

- Rotterdam 2010
  - 5e au cheval d'arçons

- Nanning 2014
  -  médaille d'argent au cheval d'arçons

### Championnats d'Europe
- Amsterdam 2007
  - 17e au concours général individuel
  - 7e au cheval d'arçons

- Lausanne 2008
  -  médaille d'argent au cheval d'arçons

- Berlin 2011
  - 19e au concours général individuel

- Moscou 2013
  - 8e au cheval d'arçons

- Sofia 2014
  - 7e au cheval d'arçons

- Mersin 2020
  -  médaille d'argent au cheval d'arçons

### Jeux méditerranéens
- Pescara 2009
  -  médaille d'argent au sol